# 神奈川県道403号菖蒲沢戸塚線

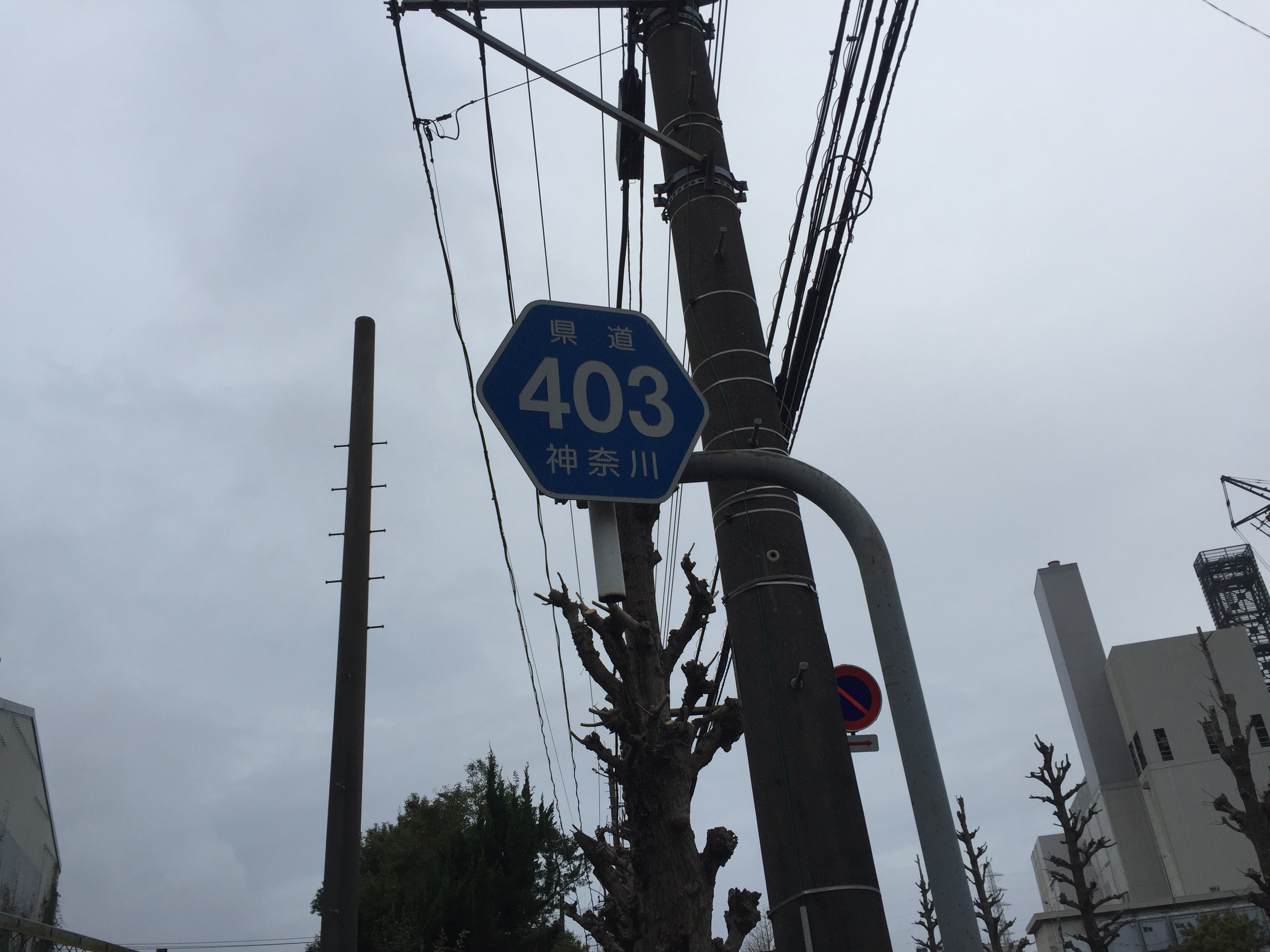
県道番号標示（藤沢市桐原町）

神奈川県道403号菖蒲沢戸塚線（かながわけんどう403ごう しょうぶざわとつかせん）は、神奈川県藤沢市と横浜市戸塚区を結ぶ一般県道。

## 概要
- 全長：6.5km
- 起点：藤沢市菖蒲沢・葛原 宮の腰交差点（神奈川県道22号横浜伊勢原線）
- 終点：横浜市戸塚区深谷町 深谷交差点（環状4号線・神奈川県道402号阿久和鎌倉線）
- Googleマップ

なお、神奈川県道410号湘南台大神伊勢原線が新たに整備されることに伴う県道再編で、いずれは現道の起点から六会交差点（国道467号交点）までが路線廃止され、亀井野小学校南交差点以東が「神奈川県道戸塚亀井野線」として新たに認定される見込みとなっている。

## 通過する自治体
- 神奈川県
  - 藤沢市
  - 横浜市

## 経路および交差する道路・鉄道路線・河川
- 神奈川県藤沢市
  - 宮の腰交差点（神奈川県道22号横浜伊勢原線） - 起点
  - 信号交差点（菖蒲沢・遠藤）（神奈川県道43号藤沢厚木線）
  - 遠藤交差点（神奈川県道404号遠藤茅ヶ崎線）
  - 信号交差点（石川）（神奈川県道43号藤沢厚木線）
  - 円行大橋（引地川）
  - 小田急江ノ島線（立体交差）
  - 六会交差点（国道467号）
  - 亀井野小学校南交差点（国道467号）
  - 俣野橋（境川）
- 神奈川県横浜市戸塚区
  - 橋（名称不明）（谷戸川）
  - 橋（名称不明）（宇田川）
  - 深谷交差点（環状4号線・神奈川県道402号阿久和鎌倉線） - 終点

## 重複区間
- 信号交差点（菖蒲沢・遠藤） - 信号交差点（石川）（神奈川県道43号藤沢厚木線）
- 六会交差点 - 亀井野小学校南交差点（国道467号）